# Macrosiphum californicum
Macrosiphum californicum är en insektsart som först beskrevs av Clarke 1903.  Macrosiphum californicum ingår i släktet Macrosiphum och familjen långrörsbladlöss. Inga underarter finns listade i Catalogue of Life.